# Paolo De Simoni
Paolo De Simoni (Roma, 1º giugno 1962) è un allenatore di calcio a 5, ex giocatore di calcio a 5 ed ex calciatore italiano.

## Carriera

### Calcio
Inizia l'attività agonistica nel calcio a 11, arrivando a giocare in Serie C2 con l'ALMAS tra il 1979 e il 1982, e poi per una stagione nell'Avezzano nel Campionato Interregionale 1983-1984.

### Calcio a 5
Passato al calcio a 5, viene utilizzato nel ruolo di giocatore di movimento e nella nazionale italiana ha disputato 28 gare, segnando due reti. Ha come massimo riconoscimento in carriera la partecipazione con la nazionale italiana al FIFA Futsal World Championship 1989, dove la nazionale azzurra è giunta al secondo turno, rimanendo poi fuori dalle semifinali nel girone con Olanda, Belgio e Ungheria. Dopo il ritiro ha iniziato la carriera da allenatore; dal 2005 al 2009 ha allenato il Latina disputando 3 campionati di serie B e uno di A2; dal 2009 al 2011 è stato l'allenatore del Real Rieti conquistando la promozione in A2 e successivamente in Serie A. Nel 2017 è nominato allenatore del Falasche